# Zona da Mata Pernambucana
Mata Pernambucana è una mesoregione del Pernambuco in Brasile.

## Microregioni
È suddivisa in 3 microregioni:
- Mata Meridional Pernambucana
- Mata Setentrional Pernambucana
- Vitória de Santo Antão